# タイトゥン・アップ
「タイトゥン・アップ」（Tighten Up）はアメリカ合衆国の音楽グループ「アーチー・ベル&ザ・ドレルズ」が1968年にリリースした楽曲。Billboard Hot 100チャートで2週連続1位を記録した。作曲はアーチー・ベルとビリー・バティアー。

## YMOによるカバー
「タイトゥン・アップ」（TIGHTEN UP - Japanese Gentlemen Stand Up Please!）は、イエロー・マジック・オーケストラ（YMO）の3枚目のシングル。1980年12月20日にアルファレコードよりリリースされた。

### 音楽性

#### タイトゥン・アップ
アルバム『増殖』からのシングルカットで、曲はアーチー・ベル&ザ・ドレルズ（1968年）のカヴァー。スネークマンショーの小林克也、伊武雅刀が参加している。
ベースは細野晴臣だが、演奏にはかなり高度な技術が必要で、坂本龍一は細野の腕前を高く評価している。
第2回ワールドツアーの一環で出演したテレビ番組「ソウルトレイン」で演奏したところ、思いのほか、アメリカ人の反応が良かったという。
シンセサイザーの大部分はプロフェット5が使われている。

#### ナイス・エイジ
「タイトゥン・アップ」と同じく、アルバム『増殖』からのシングルカット。
ミックスは同一だが、アルバムはカットアップしている。シングルには同一ミックスのフェイドアウトする『X∞Multiplies』収録のフェイドアウトの少し早いバージョンで収録。

### 収録曲
| 全編曲: イエロー・マジック・オーケストラ。 |                                                                          |                                    |                                    |      |
| #                                          | タイトル                                                                 | 作詞                               | 作曲                               | 時間 |
| 1.                                         | 「タイトゥン・アップ」(TIGHTEN UP - Japanese Gentlemen Stand Up Please!) | アーチー・ベル、ビリー・バティアー | アーチー・ベル、ビリー・バティアー | 3:41 |
| 2.                                         | 「ナイス・エイジ」(NICE AGE)                                             | クリス・モスデル                   | 高橋幸宏、坂本龍一                 | 3:48 |

## その他のカバー
- ジェームズ・ブラウン - 1993年のコンピレーション・アルバム『Soul Pride (The Instrumentals 1960-1969)』に収録[3]。
- ヨ・ラ・テンゴ - 2006年のコンピレーション・アルバム『Yo La Tengo Is Murdering the Classics』に収録。
- R.E.M. - 2014年のコンピレーション・アルバム『Complete Rarities: I.R.S. 1982–1987』に収録。
- ウルフルズ - 1998年発売シングル「まかせなさい」カップリングに収録。タイトルは「TIGHTEN UP〜しまっていこう〜」。
- AA= - 2023年発売のカバーアルバム『TEENAGE DREAMS』に収録[4]。タイトルは「TIGHTEN UP (JAPANESE GENTLEMEN STAND UP PLEASE!)」。YMOの『増殖』の「スネークマン・ショー」のフレーズを取り入れたアレンジになっている。